# Canal de Jouy
Le canal de Jouy est un canal de Moselle, longeant la rivière éponyme depuis la commune de Jouy-aux-Arches jusqu'à l'entrée de celle de Metz.

## Caractéristiques physiques
Ce canal latéral de la Moselle, situé sur la rive droite de celle-ci, est d'une longueur légèrement supérieure à 8 km. Il s'étire entre la ville d'Ars-sur-Moselle environ jusqu'aux portes de la ville de Metz et de Longeville-lès-Metz, où il s'achève sur deux écluses.
Le canal de Jouy joint le bras principal de la Moselle au niveau de Jouy-aux-Arches et les bras latéraux de la rivière sur la ville de Metz, longeant notamment le dit bras-mort entre Longeville et Metz.

## Historique
Débutée en 1867, la construction de cet ouvrage s'inscrit dans une dynamique de modernisation des infrastructures fluviales du nord-est de la France, de même que le canal de la Marne au Rhin ou que le Canal des mines de fer de la Moselle plus proche. Il permettait l'accès des bateaux au port de Metz, situé à cette époque et jusqu'au début du XXe siècle à l'extérieur des remparts Vauban, à l'emplacement de l'actuelle poste centrale.
C'est à cette époque également que le bras-mort de la Moselle, apparaissant trois kilomètres environ en amont de Metz, s'est retrouvé coupé du cours principal de la Moselle au niveau de la limite entre Montigny-lès-Metz et Moulins-lès-Metz, pouvant s'agir d'une cause ou d'une conséquence de la mise en œuvre de ce canal fluvial.

## Environnement
En février 2017, des érables sycomores  atteints de la maladie de la cime, ou maladie de la suie, ont dû être abattus, rive droite, à la hauteur de Montigny-les Metz.